# 학식있는 중간자 원칙
학식있는 중간자 원칙 혹은 전문가 개입자 원칙이란 의사 등 학식 있는 전문가 중개인이 있는 때에는 제조업자는 그 자에 대한 경고로써 책임을 면한다는 미국 불법행위법 제조물책임에 대한 항변이다. 제조업자는 제품의 사용에 있어서 본래적으로 위험한 요소를 사용자에 경고하는 의무가 있다고 하는 일반적인 원칙의 예외로서, 제조업자는 처방전 의사에 대해 적절한 경고를 통하여 사용자에 대한 경고 의무를 면할 수가 있다.

## 참고 문헌
- 장원제, 미국 製造物責任法上 缺陷의 形態에 관한 연구, 학위논문(석사), 서울시립대학교 |2008년.
- 법률소송- 의약품 소송(2)[깨진 링크(과거 내용 찾기)]
- 맥박 조정기 제조사를 대상으로 한 PL소송 관련